# 周新海
周新海（1936年—），男，湖北广济人，中国航空发动机专家，曾任西北工业大学教授、博士生导师。